# Joseph Bernard Marigny
Joseph Bernard Marigny, né à Morestel le 19 mars 1768, mort à léna le 14 octobre 1806, est un officier français.

## Biographie
Fils de Bernard Marigny, receveur du grenier à sel, et de Babet Sophie Nuard, Joseph Bernard de Marigny est entré au service dans le 2e bataillon de volontaires de l'Isère et y devient capitaine le 13 novembre 1790. En 1792 et 1793 fait les campagnes de l'armée d'Italie, et se distingue à Cadagno, à la bataille du pont de Lodi, et quelques mois plus tard est devenu aide-de-camp du général Brunet, commandant en chef de cette armée le 10 juillet 1792. En 1793, il est blessé par un coup de baïonnette dans la lutte contre les Piémontais, et le 22 décembre 1793, il devient aide-de-camp provisoire du général Dallemagne et est confirmé dans son emploi le 19 février 1795. Il continue à servir dans l'armée d'Italie, et le 5 mars 1797 Marigny est promu chef d'escadron du 4e chasseurs à cheval.
Marigny et son régiment rejoignent l'armée de l'Ouest. Il est promu chef de brigade du 20e chasseurs à cheval le 8 septembre 1799, puis son régiment rejoint l'armée du Rhin, où il participe aux campagnes de 1800-01. Marigny se distingue au combat d'Erbach le 24 mai 1800, à la bataille de Hohenlinden où il s’empare d’un drapeau ennemi le 3 décembre 1800, combat à Schwanstadt le 18 décembre 1800 et Lambach le 19 décembre 1800, où il fait prisonniers un général et deux colonels.
Le 14 octobre 1806, à la bataille d'Iéna, Marigny se préparait à conduire une charge pour soutenir le 7e chasseurs à cheval quand il a la tête emportée par un boulet, et est inhumé sur le champ de bataille.

## Distinctions
- Chevalier de la Légion d’honneur le 11 décembre 1803
- Officier de la Légion d’honneur le 14 juin 1804
- Son nom figure à la 28e colonne de l'arc de triomphe de l'Étoile : MARIGNY.

## Sources
- Grand dictionnaire universel du XIXe siècle, par Pierre Larousse
- Victoires, conquêtes, désastres, revers et guerres civiles des Français, tome 32, Panckoucke, Paris, 1831
- Dictionnaire des colonels de Napoléon, Danielle et Bernard Quintin, Kronos no 22, SPM 2013
- Histoire et Figurine
- « Cote LH/1741/85 », base Léonore, ministère français de la Culture